# 1980 사모아 내셔널 리그
1980 사모아 내셔널 리그는 사모아 내셔널 리그의 두 번째 시즌으로, 바이바세-타이가 2년 연속 우승을 기록했다.